# Vatica badiifolia
Vatica badiifolia es una especie de planta fanerógama perteneciente a la familia Dipterocarpaceae. Se encuentra Borneo, Brunéi y Malasia. Se encuentra en peligro de extinción por la pérdida de hábitat

## Hábitat
Amenazado por la desforestación y la tala. La especie está protegida en reservas forestales

## Taxonomía
Vatica badiifolia fue descrita por Peter Shaw Ashton y publicado en Gard. Bull. Singapore 22: 266 1967.